# 恐喝 (1929年の映画)
『恐喝』（ゆすり、Blackmail）はアルフレッド・ヒッチコックが監督した1929年のイギリスのサスペンス映画。主演にアニー・オンドラ、ジョン・ロングデン、キリル・リチャードを揃えたスリラー・ドラマである。1928年にチャールズ・ベネットが発表した同名の戯曲を下敷きに、暴行されそうになって相手の男性を殺してしまい脅迫されるロンドンの女性を描く。 
制作開始時はサイレント映画として企画したブリティッシュ・インターナショナル映画は、本作に音声入りの別版をもうける案を採用、これを封切るとヨーロッパ初の人気トーキーになる。音響設備のない映画館向けのサイレント版（6,740フィート）は音声入り（7,136フィート）の直後に公開した。どちらも英国映画協会が収蔵している。
この作品はイギリス初の長編トーキー映画としてしばしば紹介され、公開の1929年にはイギリス映画第1位に選ばれた。『タイムアウト』誌が2017年に映画関係者のアンケート調査を行い、俳優や監督、作家やプロデューサー、評論家150人の投票では、イギリス映画全作品中第59位に入っている。 
日本では劇場公開されず、ビデオやDVD、ネット配信においては『恐喝（ゆすり）』『ヒッチコックの ゆすり』『ゆすり』などのタイトル表記が使われることがある。

## ストーリー
スコットランドヤードのフランク・ウェバー刑事（ジョン・ロングデン）は1929年4月26日、ガールフレンドのアリス・ホワイト（アニー・オンドラ）を誘って喫茶店に出かけるが、ひょんなことから口げんかになり、ウェバーは席を蹴って店を出て行ってしまう。それでも仲直りをしようと席に戻りかけたとき、アリスが見知らぬ男性と店を出ていくのを目にした。相手は、会う約束があるとアリスから聞かされていた画家のクルー氏（ キリル・リチャード ）という人物だ。 
気が進まないというアリスに、クルーはぜひ自分のアトリエを見せたいと粘る。説得されてアパートの部屋に入ったアリスは笑うピエロの絵を褒めたり、クルーのパレットと絵筆を借りて落書きのような人の顔を描いたりした。するとそこにクルーは筆を数回加えると、裸体の女性像に変えてしまう。クルーはアリスに筆を持たせると、手を添えて「アリス」というサインを書かせる。踊り子のコスチュームを渡されたアリスは言われるがままに着替え、クルーはピアノを弾き「ミス・アップ・トゥ・デート」を歌い始める。 
突然、キスされたアリスは腹を立て、もう帰ると言い出し仕切りの向こうで衣装を脱ぎ、自分の服に着替えようとする。ところがクルーはアリスの着るはずの服を隠し、暴行しようと襲いかかる。アリスが助けを求めてどんなに叫んでも、声は建物の外に届かない。身を守ろうと必死のアリスは、そばにあったパン切りナイフをつかむと、クルーを刺してしまう。怒りにまかせてピエロの絵を引き裂いたアリスは、ふと我に帰ると、自分がそこに来た証拠となるサインをあわてて消し、アトリエを出ていく。部屋にはアリスの手袋が残された。頭が混乱したまま、アリスは夜の街をさまよい歩く。
クルーの遺体が発見され事件の担当に選ばれたフランクは、現場でアリスの手袋の片方を見つけると、被害者の顔を見て誰かわかったのに上司に報告しない。手袋を持ち出したフランクは、アリスの父が経営するタバコ店を訪れるが、アリスはすっかり取り乱していてフランクにきちんと説明ができない。

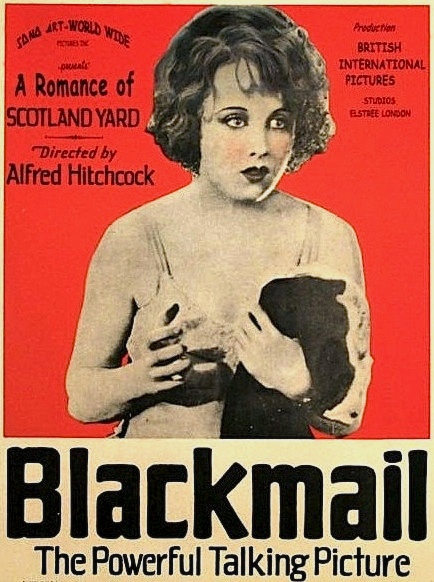
映画の宣伝用ちらし

タバコ店の電話室に入り、他人に聞こえないよう相談するふたりのもとへ、トレーシー（ドナルド・カルスロップ）がやって来る。前日、クルーの部屋へ入っていくアリスの姿を見かけ、アリスのもう片方の手袋を証拠に持ち出していたのだ。フランクも手袋を持っていると知ると、トレーシーはアリスとフランクを脅迫する。その要求は些細なものだったため2人はひとまずそれに応じる。その後フランクは電話でトレーシーが警察から事情聴取を求められていることを知る。殺人現場周辺の聞き込み捜査で、前科のあるトレーシーの目撃情報が入ったようだ。フランクはトレーシーがクルーを殺人した犯人として連行されるように仕向ける。 
聡明なアリスも、依然何が起きたのかフランクに説明できないまま、だんだん重圧が増していく。そうしていると警官たちがそこに現れ、フランクから警察は前科者の証言など信用しないと警告されていたトレーシーは、自分の立場が不利であることを悟り逃亡をする。大英博物館に逃げ込んだトレーシーは図書室の丸屋根によじ登ったが足を滑らせ、天窓を突き破って転落し命を落とす。警察は殺人犯はトレーシーだったと推測する。 
そうとは知らないアリスは、やはり自首するほかないと心を決めると、スコットランドヤードに出頭して主任警部に自供をしようとする。その寸前で警部は電話を受信し、それに対応するためフランクにアリスから話を聴くように指示をする。2人は部屋を出ると、アリスはついに真実 − 説明するのもおぞましい目に遭わされそうになり、自分を守るために刺してしまったこと – を語り、フランクはそれに同情し、2人で警察署から去ろうとする。署の出口付近で知り合いに呼び止められて雑談をしていると、あの切り裂かれたピエロの絵が署に運び込まれてきた。

## キャスト
※括弧内はPDDVDに収録されている日本語吹替。 
- アリス・ホワイト: アニー・オンドラ（英語版）（落合るみ）
- アリスの母: サラ・オールグッド（英語版）（磯西真喜）
- アリスの父: チャールズ・ペイトン（英語版）（高桑満）
- フランク・ウェバー刑事: ジョン・ロングデン（英語版）（中谷一博）
- 脅迫犯トレーシー: ドナルド・カールロップ（英語版）（東城光志）
- 画家のクルー氏: キリル・リッチャード（英語版）（武藤正史）
- アパートの大家（おおや）: ハンナ・ジョーンズ
- 主任警部（トーキー版）: ハーヴェイ・ブレイバン（英語版）（赤城進）
- ウェイター: ジョニー・アッシュビー
- アリス・ホワイト（トーキー版の声の出演）: ジョーン・バリー（英語版）
- 警察官: ジョニー・バット（英語版）
- 噂好きなご近所さん: フィリス・コンスタム（英語版）
- 主任警部（サイレント版）: サム・リブシー（英語版）（世田壱恵）
- おしゃべりな女性: フィリス・モンクマン（英語版）
- 犯罪者: パーシー・パーソンズ（英語版）
- ウェイター: ジョニー・アシュビー（クレジットなし）

## 製作
無声映画として撮り始めた本作はヒッチコックがプロデューサーのジョン・マクスウェル（BIP＝ブリティッシュ・インターナショナル映画）に交渉し、人気が出始めたトーキーを一部のシーンに使う許可を得る。多くの情報源ではヒッチコックはシーン限定という条件が気に入らず、実は密かに全編トーキーで撮っていたと伝えるが、実際にはサイレント映画としてほぼ撮影済みであり、出演者の顔が映らない場面を選んでトーキーを合成した。「トーキー」と言いながら、撮影現場にスタンバイさせた声優に、台本に合わせて台詞を語らせ録音するという「アテレコ」である。
映画のサウンド・トラックには冒頭の6分半も、その他の短いシーンも、音楽の伴奏のみで俳優の声は入っておらず、映画の締めくくりで主人公たちが警察に追われるシーンも、大英博物館の丸屋根で脅迫犯が最期を迎えるシーンもである。したがって、BIPがトーキー映画として宣伝した『恐喝』は、実はサイレント映画の一部音声入り、つまり「部分トーキー」と言ってよい。その点、同年のモーリス・エルビー監督作品『反逆罪』（ゴーモン・ブリティッシュ映画・1929年9月公開）は対照的に、トーキー版とサイレント版を同時に製作した。トーキー版は全編、音声入りである。
イギリス最初期のトーキーとしての『恐喝』は映像フィルムに録音体を貼り付け、RCAフォトフォン（サウンド・オン・フィルム方式）により録音した。アメリカの全編トーキー第1号「紐育の灯」（1928年7月封切りのワーナーブラザーズ作品）はヴァイタフォン（Vitaphone）開発のサウンド・オン・ディスク方式で、映像フィルムとは別の媒体に映画1本分の音声を収録してある。
『恐喝』はまた、ヨーロッパ初の映画専用スタジオであったブリティッシュ・アンド・ドミニオンズ・インペリアル・スタジオ（所在地ボアハムウッド）のサウンドステージで撮影された。
一部のシーンのみ音声を入れた背景には、プラハ育ちでチェコなまりが強い主演女優オンドラの肉声を、イギリス映画に使うわけにはいかないという判断があった。制作班は録音技術に習熟しておらず、オンドラの声をすべてアフレコすることは不可能だったこと、台詞があるシーンのみ代役に演じさせる「替え玉撮影」という手法は却下されたことから、女優のジョーン・バリー（Joan Barry）を撮影現場に招き、オンドラの台詞を語らせる方法で録音した。オンドラは会話シーンでバリーの声に合わせて口パクを演じさせられたため、見方によっては演技がぎこちない。
ヒッチコックは自身の作品の「商標」となる要素をいくつも盛り込み、本作にもブロンド美人、迫る危険、フィナーレの有名な景色などが整っている。また大英博物館図書室のシーンでは光量不足が気に入らず、プロデューサーに無断で模型を用意しシュフタン・プロセスで撮影した。 
本作は評論家に高く評価されて興行も成功、その音声は独創的と賞賛された。劇場公開はトーキー版が先で、その直後に全編サイレント版を1929年に上映している。すると結果として上映日数も興行成績も無声版が記録を伸ばし、イギリス全国の映画館にまだまだ音響設備が整っていない事情が浮かび上がる。一部の映画批評家は、本作のサイレント版をより高く認めるものの、映画史上に記されたトーキー版『恐喝』の存在は大きく、また現状では一般に入手できる商品は後者である。そのほか音声のあるなしで変更されたのは主任警部役で、ヒッチコックはサイレント版にサム・リブシーを起用しながら、トーキー版ではハーヴェイ・ブレイバンに替えている。

### ヒッチコックのカメオ出演
ヒッチコックの作品の多くに監督自身のカメオ出演が見られ、本作ではロンドンの地下鉄で幼い男の子に読書の邪魔をされる乗客として映っている。尺は数あるカメオでもおそらく最長であり、映画の冒頭開始10分に登場する。映画ファンの間で監督のカメオ出演が有名になると、シリーズ作に登場する分数は劇的に短くなった。

## 公開と評価
報道陣と映画配給会社向けの試写会は1929年6月21日にマーブルアーチのリーガル劇場で開かれ、一般向けには1929年7月28日にロンドンのキャピトルシネマで封切った。『恐喝』は同年、興行で最も成功した作品の1つであり、映画評論家からは辛口の賞賛を受けた。
公の世論調査で本作は、1929年のイギリス映画第1位に選ばれた。これは前述のとおり、観客動員数が多かったサイレント版の人気に支えられた部分が大きい。同じイギリス国内の全国投票を見ると『恐喝』の前後の年間1位の人気作は『The Constant Nymph』（1928年）、『Rookery Nook』（1930年）、『The Middle Watch 』（1931年）、『Sunshine Susie』（1932年）である。

## 遺産
映画史研究家はしばしば初期の「トーキー」として『恐喝』を記念碑的作品と呼び、またイギリスの真の「全編トーキー」長編映画の第1号として引用される。制作班には将来の映画監督の卵が参加しており、ロナルド・ニームがカチンコ係、また宣材用のスチル撮影をしていたのはマイケル・パウエルである。  
イギリスの初期トーキー映画で、それぞれの録音手法を採用して一部のシーンに音声を入れた作品をあげる。
- フォノフィルム：『The Gentleman』はフォノフィルム（Phonofilm）というサウンド・オン・フィルム方式の短編映画（1925年6月公開）。ウィリアム・J・エリオット監督作品で『The 9 to 11 Revue』の抜粋。
- ブリティッシュ・フォトトーン：『クルー・オブ・ザ・ニューピン』（The Clue of the New Pin）[注 1]の原作はエドガー・ウォーレスの小説で、LP盤に録音（サウンド・オン・ディスク方式）。
- フォノフィルム：『クリムゾン・サークル』（The Crimson Circle）[注 1]も原作はE・ウォーレスの小説で英独合作映画。サウンド・オン・フィルム方式。
- 全編トーキー：『Black Waters』は撮影地アメリカ。1929年4月6日公開[16]。

## 原盤の保存、海賊版
BFIはヒッチコック映画の原盤復元事業「Save the Hitchcock 9」に予算200万ポンドを付け、『恐喝』の復元もその一環で2012年に完了した。 
ヒッチコックのイギリス映画はすべて世界中で著作権保護されながら、家庭用ビデオで録画した海賊版が大量に出回っており本作も例外ではない。さらにサイレント版とトーキー版の両方にライセンスが付与された影響も、商品化二次的使用製品を規制している。オリジナルを復元した正規版は音声のあるなし、媒体もビデオやDVD、あるいは流通経路もビデオオンデマンドがあり、多様な組み合わせで商品化を手がけるライセンシーはイギリスのオプティマム（Optimum）、アメリカのライオンズゲートがある。